# Green fireballs
Per Green fireballs (in italiano bolidi verdi) si intende un tipo di oggetti misteriosi che furono avvistati in USA fra il 1948 e il 1951. Gli avvistamenti avvennero principalmente nel Nuovo Messico, ma in misura minore furono segnalati anche in altri stati, tra cui l'Arizona. Per la presenza di importanti installazioni e centri di ricerca militari nelle zone degli avvistamenti in Nuovo Messico, come il Los Alamos National Laboratory e i Sandia National Laboratories, gli avvistamenti attirarono l'attenzione dei militari. Nel dicembre 1949 per indagare sul fenomeno venne avviato un progetto di ricerca a cui venne dato il nome di Project Twinkle (Progetto Twinkle).

## Avvistamenti
I primi avvistamenti di bolidi infuocati verdi furono segnalati alla fine di novembre 1948, ma furono spiegati come razzi di segnalazione militari.
Il primo avvistamento significativo avvenne la notte del 5 dicembre 1948, quando una luce verde e brillante fu avvistata nei cieli del Nuovo Messico da parte dei piloti di due aerei diversi, uno militare e uno civile. L'equipaggio dell'aereo militare C-47 (formato dal pilota, capitano Goede, dal co-pilota e da un tecnico) vide l'oggetto alle 21,27 a circa 16 km ad est di Albuquerque, mentre i piloti dell'aereo civile (un DC-3 della Pioneer Airlines) lo avvistarono alle 21,35 ad est di Las Vegas. Entrambi gli equipaggi segnalarono l'avvistamento alla base aerea di Kirtland. Gli equipaggi furono interrogati da investigatori dell'U.S. Air Force Office of Special Investigation (AFOSI), a cui riferirono che l'oggetto appariva molto più grosso delle normali meteore ed aveva a loro avviso una traiettoria troppo bassa e troppo piana per essere una meteora.
Qualche giorno dopo, la sera dell'8 dicembre alle 18,33 due investigatori dell'AFOSI videro un bolide luminoso verde a circa 32 km ad est di Las Vegas, mentre erano in volo su un aereo. Essi riferirono che la traiettoria dell'oggetto era quasi piana e parallela alla terra. Per tutto il mese di dicembre del 1948 i bolidi luminosi verdi continuarono ad essere avvistate nei cieli del Nuovo Messico.
Nel febbraio 1949 venne organizzato un convegno a Los Alamos con l'intervento di vari scienziati, tra cui il fisico nucleare Edward Teller, il fisico Joseph Kaplan, esperto di fisica dell'alta atmosfera, e l'astronomo Lincoln LaPaz, esperto di meteore. Secondo Teller e Kaplan, i bolidi infuocati verdi erano un fenomeno naturale riconducibile a meteore. LaPaz, che aveva avuto modo di osservare un bolide luminoso verde il 12 dicembre, si dichiarò in disaccordo, perché la traiettoria troppo piana e il colore verde non erano tipici delle meteore; inoltre fece notare che sul terreno non era stato trovato alcun frammento di meteora. Nonostante le obiezioni di LaPaz, il convegno concluse a maggioranza che i bolidi infuocati verdi erano un fenomeno naturale.
Ulteriori avvistamenti di bolidi verdi si verificarono a maggio, luglio e agosto del 1949. Anche l'astronomo Donald Menzel fu testimone di un avvistamento nel mese di maggio.
Il 14 ottobre 1949 si tenne un altro convegno a Los Alamos, in cui si sottolineò la necessità di osservazioni strumentali (fotografiche e spettroscopiche) e l'esecuzione di triangolazioni per risolvere il mistero.

## Progetto Twinkle
Il 20 dicembre 1949 fu approvato un programma di osservazioni strumentali dei bolidi infuocati verdi e nacque così il Project Twinkle (Progetto Twinkle).
Il progetto prevedeva l'installazione di tre stazioni di osservazioni munite di telescopio e fototeodolite (teodolite abbinato ad una fotocamera) nei pressi di White Sands in Nuovo Messico. Ogni fototeodolite avrebbe scattato fotografie degli oggetti riportando l'ora della foto, l'angolo di azimut e l'angolo di elevazione della fotocamera. Se almeno due stazioni avessero fotografato lo stesso oggetto, sarebbe stato possibile ottenere misure molto precise dell'altitudine, velocità e dimensioni dell'oggetto fotografato.
Il 21 febbraio 1950 fu collocata la prima stazione di osservazione presso la Holloman Air Force Base. A capo del progetto fu nominato lo scienziato Anthony Mirarchi, che qualche mese dopo fu sostituito da Louis Elterman. Le osservazioni sistematiche cominciarono nel marzo 1950. Il progetto incontrò subito difficoltà impreviste, perché a causa dello scoppio della guerra di Corea le risorse economiche ed umane ad esso destinate diminuirono e le altre due stazioni preventivate non furono realizzate. Inoltre, nel 1950 le osservazioni di bolidi luminosi verdi in Nuovo Messico diminuirono notevolmente e il loro numero rimase basso anche nel 1951.
L'unica stazione di osservazione realizzata registrò due avvistamenti, uno il 27 aprile 1950 e l'altro il 24 maggio dello stesso anno, ma essendoci in funzione una sola fotocamera non fu possibile ricavare dati scientifici. Dall'autunno del 1950 alla primavera del 1951 la stazione di osservazione non registrò più avvistamenti, così si decise di interrompere il progetto, che venne formalmente concluso nel dicembre 1951.
Nel rapporto finale i bolidi luminosi verdi vennero spiegati come fenomeni naturali, dovuti al passaggio della Terra attraverso una regione dello spazio con un'alta concentrazione di meteore o al periodo di massima attività del Sole nell'arco del ciclo solare.

## Ipotesi
Le conclusioni del Progetto Twinkle non convinsero vari scienziati, tra cui Lincoln LaPaz, che continuava a ritenere che i bolidi infuocati verdi non fossero dovuti a meteore.
Al fenomeno si interessò anche Edward J. Ruppelt, direttore del Progetto Blue Book, che interpellò alcuni scienziati del Los Alamos National Laboratory. Nel suo libro sugli UFO, Ruppelt riferì i pareri degli scienziati (ma senza riportarne i nomi), secondo cui i bolidi verdi si potevano spiegare con: fenomeni naturali sconosciuti, armi segrete, veicoli extraterrestri.
Anche la Commissione Condon si interessò al fenomeno e nel suo rapporto finale, pubblicato nel 1969, venne riportata l'opinione dell'astronomo William K. Hartmann, secondo cui i bolidi infuocati verdi potevano essere spiegati con materiale lunare espulso in occasione dell'impatto di meteore recenti sulla superficie della Luna.
Una nuova teoria è stata avanzata recentemente dal ricercatore Dan Wilson, che ha messo in relazione i bolidi infuocati verdi con le radiazioni causate da test atomici.